# 龍造寺季明
龍造寺季明（生年不詳－卒年不詳）是江戶時代前期人物。父親是龍造寺高房。自稱龍造寺氏嫡流。通稱伯庵，一般以龍造寺伯庵之名為人所知。

## 生平
因為生母身分低下，實際上沒有被認識是高房的嫡男，甚至連父親高房都不知伯庵的存在。不過在高房死後，佐賀藩刻意消除高房的存在，於是連同龍造寺氏的一部份藩士與伯庵的龍造寺復權活動同調，之後被承認是高房的兒子。
因為父親在年輕時就死去，於是成為僧人。雖然在佐賀藩中，作為高房的遺兒而被尊重，實際上是受到軟禁的狀態。後來不接受藩內慰留而出奔，之後還俗並向第3代將軍德川家光再三申告，要求再興龍造寺氏，不過被無視。幕府亦因為鍋島氏已經安定藩政，於是沒有正式理會此事。
寬永11年（1634年），自稱龍造寺氏嫡流的伯庵，被龍造寺隆信的外甥多久安順判斷「庶子沒有成為嫡流的資格」（庶子に嫡流を名乗る資格なし），安順主張「如果有龍造寺氏嫡流的話，安順自身就是最適合」（龍造寺氏の嫡流があるとすれば安順自身が最も相応しい），反對伯庵一連串的行動。而不斷訴訟的伯庵亦因為幕府的裁定，因此被拘留在會津藩。
子孫成為會津藩士，存續至明治維新。